# Lepidanthrax photinus
Lepidanthrax photinus är en tvåvingeart som beskrevs av Hall 1976. Lepidanthrax photinus ingår i släktet Lepidanthrax och familjen svävflugor. Inga underarter finns listade i Catalogue of Life.